# C.A. Kølle
Claus Anton Kølle (25. november 1827 i Sandby på Lolland – 2. september 1872 på Kommunehospitalet, København) var en dansk landskabsmaler.

## Uddannelse og tvivl om retning
Han var søn af skriver på et birkekontor Christian Friderik Kølle og Elisabeth Margrethe Møller.
Efter at være blevet sat i malerlære hos dekorationsmaler C.J.A. Løffler begyndte han at gå på Kunstakademiet, blev 1847 svend og rykkede samtidig op i dekorationsklassen. Denne gennemgik han og vandt 1851 den lille sølvmedalje som dekorationsmaler for et teaterloft, men samtidig havde han besøgt Akademiets andre tegneskoler, blev 1848 elev af modelskolen og vandt her 1850 den lille og 1852 den store sølvmedalje. Et forsøg på 1853 at vinde den lille guldmedalje for opgaven Barnemordet i Bethlehem slog fejl, og nu synes han at have tabt modet og at ville indskrænke sig til at være dekorationsmaler. Han arbejdede under Lorenz Frølich ved udsmykningen af overappellationsrettens sal i Flensborg og rejste derpå 1854 med understøttelse af Den Reiersenske Fond til Tyskland. Denne lille rejse modnede tanken hos ham om at blive udøvende kunstner, men endnu vaklede han mellem landskab og figurmaleri. Lyst og evne i sidste retning savnede han ikke; han udstillede flere portrætter og figurbilleder, vandt 1855 den Neuhausenske Præmie for Et Barneportræt, ja malede endog en altertavle (1857), Kristus i Getsemane (Reerslev Kirke), som konkursbillede for den Neuhausenske Præmie.

## Landskabsmaler
Landskabsmaleriet drog imidlertid mere og mere Kølle til sig, og hans talent fremtrådte her i en fylde, der viste, at valget havde været rigtigt. Eftermiddag paa Himmelbjærget (1860) blev købt til den Kongelige Malerisamling, og samme år fik han Akademiets mindre rejsestipendium på to år, som han for største delen tilbragte i Rom og dets Omegn. Hans første billeder herfra, Parti af Colossæum, Romas og Vestas Tempel, minder i sikkerhed og finhed om Constantin Hansens og Christen Købkes gengivelser af lignende emner. Senere dannede han sig en selvstændigere opfattelsesmåde, hvori den milde, poetiske stemning, der hører til Kølles hovedfortrin som maler, især træder frem. Det smukkeste eksempel på denne retning er vistnok Parti ved Nemisøen (udstilling 1862, Konsul Hages Samling). Efter hjemkomsten vendte han tilbage til fædrelandets natur og indsamlede studier på mindre sommerrejser, snart i Fyn, snart på Møn, snart i Nordsjælland, oftest gengav han dog motiver fra Dyrehaven eller Ordrup. Også her var det den fyldige stemning, den rene naturfølelse, den åndfulde gengivelse af landskabets hovedtræk, som fængslede, om man end undertiden måtte indrømme, at finheden og mildheden gik over til svaghed; selv de stejle klinter på Møn blev under hans hånd til venlige idyller, kærtegnede af et blidt og dæmpet sollys. Efter 1866 sporer man en forandring. Parti i Vinderød Skov adskiller sig ikke alene ved sit særegne motiv, en række af vinden stærkt medtagne træer på en hældende bakke, men også i behandlingen; han bliver bestemtere i modelleringen, klarere i farven og mindre "fortonet" i hovedvirkningen. I det mindre billede I Skoven om Foraaret kappes han med blomstermaleren ved at drage landskabets forgrund nærmere til øjet og gengive skovbundens bugnende blomsterfylde. Dog er det et virkeligt landskab, hvori blikket ud over anemonernes vrimmel lokkes ind i dybden af den vårfriske skov. Her er kækkere træk og en fyldigere farverigdom, end kunstneren tidligere vovede sig til. Et udmærket billede i denne nye retning er Rejnfan ved en Havremark, et motiv fra Slesvig, som var udstillet i 1870.

## Sidste rejser og død
I 1867 fulgte Kølle baron C. Stampe (Carl eller Christian Stampe, red.) på en rejse til Biarritz, hvorfra han malede et par nydelige småpartier; allerede den gang led han meget af gigt og rejste i 1869 til Aachen, hvis bade han brugte uden tilsyneladende udbytte. Han følte sig syg, blev endnu mere stille og indesluttet, end han tidligere havde været, men hans kunst viste ingen nedgang; i 1871 blev han medlem af Kunstakademiet, og i 1872 fik han det Anckerske Rejselegat, som han dog ikke kom til at benytte; thi han blev angrebet af lungebetændelse og døde på Kommunehospitalet 2. september 1872. Kølle var ugift; han var en stilfærdig natur, trofast mod sine venner, mild i sin dom over andre; i en fortrolig kreds kunne han dog, når han blev nødt dertil, udtale sig med fasthed og klarhed over kunstneriske emner. Hans retsindighed og tjenstvillighed vandt ham mange venner. Hvor yndet han var i publikum som kunstner, ses måske bedst af, at Kunstforeningen alene købte 14 billeder af ham, medens i det hele kun få forblev usolgte i hans malerstue.
Kølle er begravet på Solbjerg Parkkirkegård.
Der findes et selvportræt (forhen hos Johan Hansen), en tegning af Niels Lützen fra 1854 og en tegning af Carl Bloch fra 1861 (Kølle har også tegnet Bloch). Xylografi 1884, udført hos Carl Poulsen. Fotografi af Georg Rosenkilde.

## Ekstern henvisning
- C.A. Kølle på Kunstindeks Danmark/Weilbachs Kunstnerleksikon
- C.A. Kølle på gravsted.dk

- Wikimedia Commons har flere filer relateret til C.A. Kølle